# Izvještaj Johna Jaya
Narav i opseg problema seksualnog zlostavljanja maloljetnih osoba koje su počinili katolički svećenici i đakoni u Sjedinjenim Američkim Državama (eng. The Nature and Scope of the Problem of Sexual Abuse of Minors by Catholic Priests and Deacons in the United States), obično nazivano Izvještaj Johna Jaya (eng. John Jay Report), izvješće je Kolegija za kazneno pravo Johna Jaya iz 2004. godine, koje je naručila Američka katolička biskupska konferencija, a temelji se na anketama provedenim u rimokatoličkim biskupijama u Sjedinjenim Američkim Državama. Prvotna inačica izvješća postavljena je na Internet 27. veljače 2004. godine, a ispravci i revizije objavljeni su 16. travnja. Tiskana inačica objavljena je u lipnju 2004. godine.

## Pozadina
U lipnju 2002. godine, kao posljedica skandala seksualnog zlostavljanja u Katoličkoj Crkvi u Sjedinjenim Američkim Državama, Američka katolička biskupska konferencija na sastanku u Dallasu donijela je Povelju o zaštiti djece i mladih. Poveljom je stvoren Nacionalni revizijski odbor, čija je obveza bila, zajedno s punom suradnjom biskupija, izrada deskriptivne studije o naravi i opsegu problema seksualnog zlostavljanja maloljetnih osoba koje je počinio kler. Nacionalni revizijski odbor angažirao je Kolegij za kazneno pravo Johna Jaya Gradskog sveučilišta u New Yorku da provede studiju analizirajući navode o seksualnom zlostavljanju u katoličkim biskupijama u Sjedinjenim Američkim Državama. Razdoblje koje je obuhvaćeno studijom Johna Jaya protezalo se od 1950. sve do 2002. godine. Proizvod studije bilo je izvješće Nacionalnog revizijskog odbora s naslovom "Narav i opseg problema seksualnog zlostavljanja maloljetnih osoba koje su počinili katolički svećenici i đakoni u Sjedinjenim Američkim Državama" koje se obično naziva "Izvješćem Johna Jaya".

## Sažetak izvješća
U izvješću je utvrđeno da je tijekom razdoblja od 1950. do 2002. godine ukupno 10.667 pojedinaca navelo djela seksualnog zlostavljanja djece. Od tog su broja biskupije uspjele potkrijepiti dokazima 6.700 navoda protiv 4.392 svećenika u SAD-u što je oko 4% od svih 109.694 svećenika koji su službovali u razdoblju koje je bilo obuhvaćeno studijom. Broj navodnih zlostavljanja povećao se u 1960-ima, dosegao vrhunac u 1970-ima, opao u 1980-ima i vratio se 1990-ih na razine iz 1950-ih.
Ankete su filtrirale informacije prikupljene iz biskupijskih datoteka o svakom svećeniku optuženom za seksualno zlostavljanje kao i o svakoj svećenikovoj žrtvi tako da istraživački tim nije imao pristup imenima optuženih svećenika ili biskupija u kojima su radili. Biskupije se ohrabrivalo da objave vlastita izvješća utemeljena na anketama koje su same provele. Od 4.392 svećenika koji su bili optuženi policija je kontaktirala s njih 1.021, a od tog broja bilo je optuženo njih 384 pri čemu je izrečeno 252 presuda protiv optuženih osoba i 100 zatvorskih kazna; 3.300 osoba nije istraženo zbog toga što su navodi izrečeni nakon što su optuženi svećenici umrli.
Stoga je 6% svih svećenika protiv kojih su izrečeni optužujući navodi osuđeno, a oko 2% izrečenih zatvorskih kazna tijekom tog razdoblja završene su 2002. godine. Prema izvješću Johna Jaya trećina navoda prijavljena je u godinama 2002. i 2003. Druga trećina navoda prijavljena je između 1993. i 2001. godine.

## Metodologija
Studija se temeljila na anketama koje je provelo 97% katoličkih biskupija u Sjedinjenim Američkim Državama. Anketama su prikupljene informacije iz biskupijskih datoteka o svakom svećeniku optuženom za seksualno zlostavljanje i o svakoj svećenikovoj žrtvi. Ove su informacije filtrirane tako da istraživački tim nije imao pristup imenima optuženih svećenika ili biskupija u kojima su radili. Izvješće predstavlja zbirne nalaze. Biskupije su ohrabrivane da objave vlastita izvješća utemeljena na anketama koje su same provele.

## Narav problema
Studija Johna Jaya analizirala je navode seksualnog zlostavljanja koji su prikupljeni anketiranjem katoličkih biskupija.

### Navodi
Razdoblje obuhvaćeno studijom Johna Jaya započelo je 1950. i završilo 2002. godine. Broj se navodnih zlostavljanja povećao 1960-ih, dosegao vrhunac 1970-ih, opao 1980-ih i vratio se 1990-ih na razine iz 1950-ih.
Od 11.000 navoda koje su prijavili biskupi u studiji Johna Jaya njih 3.300 nije bilo istraženo jer su navodi prijavljeni nakon što su optuženi svećenici umrlo. 6.700 navoda potkrijepljeno je dokazima što znači da za 1.000 njih nisu pronađeni dokazi.
Prema Izvješću Johna Jaya jedna trećina optužaba prijavljena je u godinama 2002. i 2003. Druga trećina navoda prijavljena je između 1993. i 2001. godine.

### Profil navodnih zlostavljanja
Studijom Johna Jaya otkriveno je da "poput opće populacije, seksualno zlostavljanje djece u Katoličkoj Crkvi očigledno čine muškarci koji su bliski s djecom koju su navodno zlostavljali." Prema studiji "izgleda da mnogi (zlostavljači) rabe taktiku groominga da bi namamili djecu da pristanu na zlostavljanje, a zlostavljanje se zbiva u domu navodnog zlostavljača ili žrtve." Studija je okarakterizirala ova namamljivanja kao djela poput kupnje manjih darova, dopuštanje žrtvi da vozi auto i pozivanje mladih na sportska zbivanja. Najčešći kontekst za zlostavljanje bio je nekakav društveni događaj, a mnogi su se svećenici socijalizirali s obiteljima žrtava. Zlostavljanja su se zbivala na raznim mjestima, a najčešće su to bile svećeničke rezidencije.
Izvješće Johna Jaya katalogiziralo je više od dvadeset tipova seksualnog zlostavljanja čiji je raspon obuhvaćao od verbalnog napastovanja do penetracije penisom. Rečeno je da se većina zlostavljača upuštala u višestruke tipove zlostavljanja. Prema izvješću samo 9% optuženih izvršenih djela bilo je ograničeno na neprimjereno dodirivanje preko žrtvine odjeće. Studijom je objavljeno da je nešto više od 27% navoda uključivalo kleričko izvođenje oralnog seksa, a 25% je uključivalo penetraciju pensiom ili pokušaj penetracije penisom. Većina je navoda uključivala dodirivanje preko ili ispod odjeće.
Studija je smatrala da seksualno zlostavljanje "uključuje kontakte ili interakcije između djeteta i odrasle osobe kada se dijete rabi kao predmet seksualne gratifikacije za odraslu osobu." Izvješće je kategoriziralo navode seksualnog zlostavljanja čak ako navodi nisu uključivali prisilu ili genitalni ili fizički kontakt.
Navodna djela zlostavljanja bila su detaljno specificirana kako slijedi:
| navodno ponašanje                | broj dječaka | %     | broj djevojčica | %     | ukupno | %     |
| -------------------------------- | ------------ | ----- | --------------- | ----- | ------ | ----- |
| verbalno (seksualni razgovor)    | 885          | 11%   | 215             | 12%   | 1.100  | 11,6% |
| prikazivanje pornografije        | 223          | 2,9%  | 9               | 0,5%  | 232    | 2,4%  |
| prikazivanje pornofilmova        | 142          | 1,8%  | 6               | 0,3%  | 148    | 1,6%  |
| diranje preko kleričke odjeće    | 704          | 9,1%  | 165             | 9,2%  | 869    | 9,2%  |
| diranje preko žrtvine odjeće     | 2.862        | 37,2% | 691             | 38,6% | 3.553  | 37,4% |
| diranje ispod kleričke odjeće    | 3.280        | 42,6% | 701             | 39,2% | 3.981  | 42%   |
| kleričko razodijevanje           | 944          | 12,3% | 177             | 9,9%  | 1.121  | 11,8% |
| žrtvino razodijevanje            | 1.112        | 14,4% | 303             | 16,9% | 1.415  | 14,9% |
| fotografije žrtve                | 169          | 2,2%  | 32              | 1,8%  | 201    | 2,1%  |
| seksualne igre                   | 96           | 1,2%  | 8               | 0,4%  | 104    | 1,1%  |
| grljenje i ljubljenje            | 324          | 4,2%  | 175             | 9,8%  | 499    | 5,3%  |
| masturbacija                     | 663          | 8,6%  | 71              | 4,0%  | 734    | 7,7%  |
| uzajamna masturbacija            | 1.049        | 13,6% | 29              | 1,6%  | 1.078  | 11,4% |
| kleričko izvođenje oralnog seksa | 1.186        | 15,4% | 274             | 15,9% | 1.460  | 15,4% |
| žrtvino izvođenje oralnog seksa  | 799          | 10,4% | 115             | 6,4%  | 914    | 9,6%  |
| manualna penetracija             | 192          | 2,5%  | 195             | 10,9% | 387    | 4,1%  |
| penetracija predmetom            | 61           | 0,8%  | 26              | 1,5%  | 87     | 0,9%  |
| penetracija penisom              | 990          | 12,9% | 213             | 11,9% | 1.203  | 12,7% |
| grupni ili prisilni seks         | 48           | 0,6%  | 4               | 0,2%  | 52     | 0,5%  |
| nespecificirani spolni čin       | 942          | 12,2% | 204             | 11,4% | 1.146  | 12,1% |
| ostalo                           | 490          | 6,4%  | 87              | 4,9%  | 577    | 6,1%  |

### Profil žrtava
U izvješću Johna Jaya utvrđeno je da su 81% žrtava činili muškarci; a od svih žrtava njih 22% bilo je mlađe od 10 godina, 51% imalo je od 11 do 14 godina, a 27% imalo je od 15 do 17 godina.
| dob | broj slučajeva | postotak svih slučajeva | kumulativni postotak s prethodnim godinama |
| --- | -------------- | ----------------------- | ------------------------------------------ |
| 1   | 4              | 0,0%                    | 0,0%                                       |
| 2   | 11             | 0,1%                    | 0,1%                                       |
| 3   | 22             | 0,2%                    | 0,3%                                       |
| 4   | 41             | 0,5%                    | 0,8%                                       |
| 5   | 82             | 1%                      | 1,8%                                       |
| 6   | 158            | 1,8%                    | 3,6%                                       |
| 7   | 220            | 2,5%                    | 6,1%                                       |
| 8   | 369            | 4,1%                    | 10,2%                                      |
| 9   | 362            | 4%                      | 14,2%                                      |
| 10  | 752            | 8,4%                    | 22,6%                                      |
| 11  | 895            | 10%                     | 32,6%                                      |
| 12  | 1.323          | 14,7%                   | 47,2%                                      |
| 13  | 1.141          | 12,8%                   | 60%                                        |
| 14  | 1.188          | 13,2%                   | 73,2%                                      |
| 15  | 1.042          | 11,6%                   | 84,8%                                      |
| 16  | 769            | 8,6%                    | 93,4%                                      |
| 17  | 577            | 6,5%                    | 100%                                       |

### Profil zlostavljača
Polovica svećenika imali su 35 godina ili manje u trenutku prvog slučaja navodna zlostavljanja. Manje od 7% svećenika izvijestilo je da su doživjeli fizičko, seksualno ili emocionalno zlostavljanje kao djeca. Iako je 19% optuženih svećenika imalo problema sa zloporabom alkohola ili drugih tvari, samo 9% je rabilo droge ili alkohol tijekom navodnih slučajeva zlostavljanja. Gotovo 70% zlostavljačkih svećenika zaređeno je prije 1970. godine nakon što su polazili pretkoncilska sjemeništa ili ona sjemeništa koja su imala malo vremena da se prilagode reformama 2. vatikanskog koncila.
Od svećenika koji su optuženi za seksualno zlostavljanje 59% je optuženo samo za jedan navod. 41% svećenika bili su subjekt više od jednog navoda. Samo nešto manje od 3% svećenika bilo je subjekt deset ili više navoda. 149 svećenika koji su imali više od 10 navoda protiv njih učinilo je 2.960 od ukupnog broja navoda.

### Biskupijska svjesnost problema
Kao odgovor na kritike da je katolička hijerarhija trebala djelovati brže i odlučnije u uklanjanju svećenika optuženih za seksualno nedolično ponašanje, suvremeni biskupi odgovorili su da je hijerarhija bila sve donedavno nesvjesna opasnosti selidbe svećenika od jedne do druge župe i u skrivanju svećeničkih problema od onih kojima su služili. Primjerice, kardinal Roger Mahony iz Nadbiskupije losangeleske izjavio je: "Više puta smo ponovili da ... su se naše razumijevanje ovoga problema i način na koji se danas ophodimo prema njemu promijenili i da u tim proteklim godinama, proteklim desetljećima, ljudi nisu shvaćali koliko je to bilo ozbiljno, stoga se umjesto izravnog i potpunog povlačenja ljudi iz službe radije njih premještalo."

### Biskupijski odgovor na navode
Neki su biskupi oštro kritizirani za premještanje optuženih svećenika od župe do župe gdje su svećenici nastavili održavati osobni kontakt s djecom umjesto da su tražili da se trajno uklone iz svećeništva. Umjesto da su prijavili incidente policiji, mnoge su biskupije usmjerile svećenike prijestupnike da potraže psihološki tretman i pomoć. Prema izvješću Johna Jaya gotovo 40% svećenika koji su navodno počinili seksualno zlostavljanje sudjelovalo je u terapijskim programima. Što je više navoda svećenik imao, to je bilo vjerojatnije da će sudjelovati u tretmanu.
Crkva je široko kritizirana kada je otkriveno da su neki biskupi znali o nekim navodnim počinjenim zločinima, ali su optužene osobe premještali umjesto da zatraže njihovo trajno uklanjanje iz svećeništva. U obranu takve prakse neki su isticali da su upravitelji javnih škola upleteni na sličan način kada su se bavili s optuženim učiteljima, kao što je to bilo s Američkim dječačkim izviđačima.
Kao odgovor na te navode branitelji Crkvenih djelovanja sugerirali su da su, u premještanju svećenika nakon tretmana, biskupi djelovali prema najboljem medicinskom savjetu tada dostupnom, što je politika koju je slijedio američki sustav javnih škola kada se suočavao s optuženim učiteljima.
Neki biskupi i psihijatri tvrdili su da je prevladavajuća psihologija tih vremena sugerirala da se takvo ponašanje može izliječiti kroz savjetovanje. Mnogi zlostavljački svećenici odlazili su na savjetovanje prije nego što su ih premjestili. Kritičari su propitkivali jesu li biskupi nužno kadri donositi pouzdanu procjenu nakon svećenikova oporavka. Svećenicima je dopušten povratak i preuzimanje prethodnih dužnosti s djecom samo kad su psiholozi ili psihijatri koji su sudjelovali u tretmanu savjetovali biskupima da je sigurno da svećenik preuzme ponovo svoje dužnosti.
Prema studiji Johna Jaya 3% svih svećenika protiv kojih su prijavljeni navodi bili su okrivljeni, a oko 2% dobilo je zatvorske kazne."
Iz pravne perspektive, najozbiljnije kritike osim samih incidenata o seksualnom zlostavljanju djece odnosile su se na biskupe koji su propustili prijaviti optužbe policiji. Kao odgovor na propust u prijavljivanju zlostavljanja policiji, zakonodavci su promijenili zakon kojim se obvezalo prijavljivanje zlostavljanja policiji. Primjerice, Massachusetts je 2002. odobrio zakon koji zahtijeva da su religijski službenici dužni prijaviti zlostavljanje djece.

### Čimbenici koji su pridonijeli problemu zlostavljanja
Izvješće Johna Jaya identificiralo je sljedeće čimbenike koji su pridonijeli problemu seksualnog zlostavljanja:
- propust hijerarhije da shvati ozbiljnost problema,
- pretjerano isticanje potrebe za izbjegavanjem skandala,
- uporaba nekvalificiranih terapijskih centara,
- pogrešna spremnost za oprost,
- nedostatna odgovornost.

## Više informacija
- religijsko zlostavljanje
- seksualno zlostavljanje
- seksualno nedolično ponašanje
- duhovno zlostavljanje
- Slučajevi seksualnog zlostavljanja u Katoličkoj crkvi
- Fernsko izvješće — o seksualnom zlostavljanju u rimokatoličkoj biskupiji fernskoj u Irskoj
- Crimen sollicitationis
- papinska tajna
- Izbavi nas od zla (2006.)
- "Seksualni zločini i Vatikan" — dokumentarna epizoda Panorama
- Barbara Blaine — osnivačica SNAP-a (engl. Survivors Network for those Abused by Priests, hrv. Mreža osoba koje su preživjele svećeničko zlostavljanje)

## Vanjske poveznice
- Reports and Research, United States Conference of Catholic Bishops